# 诺克文化
诺克文化（英語：Nok culture）或诺克文明（英語：Nok civilization）， 是铁器时代的文化，约公元前500年—公元200年存在于尼日利亚乔斯高原。1928年于一个小锡矿村发现一些具有相似点的人工制品，出土范围东西达480公里，南北约320公里。以动物塑像和刻板的泥人塑像（大多为头像）为主要代表，眼睛呈椭圆形或三角形，头像上穿孔，是典型的形制。此外有铁器、石斧和其他石器以及石质装饰品。